# Самоанская белоглазка
Самоанская белоглазка (лат. Zosterops samoensis) — вид воробьинообразных птиц из семейства белоглазковых. Подвидов не выделяют.

## Распространение
Эндемик острова Савайи (Самоа).
Естественной средой обитания являются субтропические или тропические горные леса, а также субтропическая или тропическая высокогорная кустарниковая степь.

## Описание
Длина тела 10—11 см. Узкое белое глазное кольцо, в большей или меньшей степени «сломанное» спереди. Подклювье желтовато-зелёное. Маховые перья и хвост коричневато-чёрные. Основная часть тела тусклая, зеленовато-жёлто-серая. Клюв коричневый сверху и жёлтый снизу. Ноги птицы сероватые или зеленоватые.

## Биология
Самоанские белоглазки склонны к образованию групп. Данные о рационе отсутствуют.

## Охранный статус
Международный союз охраны природы (МСОП) присвоил виду охранный статус NT. Угрозой для вида считают возможность утраты среды обитания.